# Jasmine Arabia
Jasmine Arabia, née le 9 août 1990, est une ex-actrice pornographique et mannequin de charme française d'origine marocaine, condamnée en 2013 pour viols et agressions sexuelles sur mineures.

## Biographie
Jasmine Arabia — Ichraq de son vrai prénom — est née le 9 août 1990 au Maroc. Elle rencontre son futur mari à Marrakech, alors qu'elle est tout juste majeure. Son époux, Raphaël Corbino, est un ancien braqueur français de dix-neuf ans son aîné, reconverti comme poseur de parquets.

## Carrière
Installée à Nice à l'âge de 19 ans, Arabia vit en se produisant comme danseuse orientale, go-go danseuse et stripteaseuse.
Son mari s'étant lancé dans la production de vidéos pornographiques elle-même pénètre le milieu du X sur les conseils de plusieurs contacts qu'elle se crée sur Facebook.
Elle débute dans le genre en novembre 2010, à l'âge de 21 ans. Elle tourne ensuite avec des hardeurs confirmés comme Mike Angelo et Ian Scott sous le nom de scène Jasmine Arabia, à la fois en référence à la chanteuse américaine Jasmine Villegas et pour revendiquer ses origines maghrébines. John B. Root l'engage pour diverses vidéos gonzo publiées sur son site, ainsi que pour son long-métrage scénarisé Mangez-moi !, diffusé sur Canal+.
Se faisant rapidement un nom dans le milieu du X, elle apparaît en couverture de plusieurs magazines pour adultes (Union, JTC mag, Hot explicite, etc.) et fait également parler d'elle en étant bénévole pour Les Restos du cœur à Nice, ou en apparaissant dans une publicité pour la lutte contre le sida, en compagnie de Marc-Olivier Fogiel et de deux autres actrices X, Anna Polina et Virginie Caprice.
Au début des années 2010, Jasmine Arabia fait figure de vedette montante du porno en France. Un projet de bande dessinée dont elle serait l'héroïne est annoncé. Mais en 2013, Raphaël Corbino est arrêté en raison d'une plainte déposée deux ans plus tôt par son ex-compagne. L'affaire porte sur des faits s'étant déroulés entre juin 2010 et mars 2011 : Corbino avait alors hébergé plusieurs adolescentes en rupture avec leurs familles - dont la fille de son ancienne compagne - et avait, avec son épouse, entrepris de faire leur « éducation sexuelle » au cours de relations à plusieurs. Raphäel Corbino est inculpé pour viols sur son ex-belle-fille et trois autres adolescentes, âgées d'environ 14 ans à l'époque des faits. Jasmine Arabia est également mise en examen, les quatre jeunes filles déclarant avoir assisté à des tournages de scènes pornographiques et avoir eu des relations sexuelles avec le couple sur fond de consommation d'alcool, de cannabis et de poppers.
Le 10 novembre 2016, Jasmine Arabia et son mari sont condamnés respectivement à six ans et quinze ans de prison en première instance par la cour d’assises des Alpes-Maritimes, pour viols, agressions sexuelles et corruption de mineures,. L'actrice, qui comparaissait libre, est écrouée à l'issue de l'audience. Elle et son époux font appel du jugement. Ils ont alors Éric Dupond-Moretti parmi leurs avocats. Le 9 février 2018, la Cour d'Appel estime que si les abus sexuels se sont déroulés « sans violence, ni menace, ni surprise », une « contrainte morale » a été exercée sur les adolescentes. Raphaël Corbino est à nouveau condamné à quinze ans d'enfermement en milieu carcéral, tandis que la peine de Jasmine Arabia est réduite à quatre ans d'emprisonnement,,. À l'heure actuelle[évasif], Jasmine Arabia n'est plus en prison (au vu de son activité sur les réseaux sociaux), alors que Raphaël Corbino est toujours incarcéré[réf. nécessaire].

## Filmographie partielle
- 2011 : Week-end entre couples, d'Olivier Lesein (JTC Vidéo)
- 2011 : Je fais cocu mon mari, d'Olivier Lesein (Hexagone)
- 2011 : Beurettes allégées, d'Olivier Lesein (JTC Vidéo)
- 2011 : Blue nights, de Jack Tyler (Saphir Production)
- 2012 : Un plan Q parfait, d'Olivier Lesein (JTC Vidéo)
- 2012 : La Zone, d'Olivier Lesein (JTC Vidéo)
- 2012 : Baise en terrain inconnu, de Jean-Philippe Smelt (Alkrys)
- 2012 : Le Dick-Tator, d'Olivier Lesein (JTC Vidéo)
- 2012 : Ferme pour jeunes filles au pair, de Christian Lavil (Alkrys)
- 2012 : ContraXt, de David Beffer (DPH Prod’s)
- 2012 : Mangez-moi !, de John B. Root (JBR Média)
- 2012 : Mariée à tout prix, de Christian Lavil (Alkrys)
- 2013 : Special Paloma (Explicite-Art)
- 2013 : Gonzo, mode d'emploi, de John B. Root (JBR Média)
- 2013 : Ces beurettes qui nous donnent la gaule (JTC Vidéo)
- 2014 : En double sinon rien (JTC Vidéo)
- 2014 : Hot Students (Kemaco)
- 2014 : Les Délires de Célia, de Jean-François Davy
- 2014 : Pipes made in France: Special ejacs faciales (JTC Vidéo)

Une filmographie plus complète peut être consultée ici